# Cameron Thomas (giocatore di football americano)
Cameron Thomas (San Diego, 1º luglio 2000) è un giocatore di football americano statunitense che milita nel ruolo di outside linebacker per i Cleveland Browns della National Football League (NFL).

## Carriera

### Arizona Cardinals
Al college Thomas giocò a football alla San Diego State University dove nell'ultima stagione fu inserito nel Second-team All-American. Fu scelto dagli Arizona Cardinals nel corso del terzo giro (87º assoluto) del Draft NFL 2022. Nella settimana 6 mise a segno il suo primo sack su Geno Smith nella sconfitta contro i Seattle Seahawks. La sua stagione da rookie si concluse con 18 tackle e 3 sack disputando tutte le 17 partite, nessuna delle quali come titolare.

### Kansas City Chiefs
Il 27 agosto 2024 Thomas fu scambiato con i Kansas City Chiefs. Fu svincolato il 26 novembre.

### Cleveland Browns
Il 27 novembre 2024 Thomas firmò con i Cleveland Browns.